# Ван Мур, Вилфрид
Ви́лфрид Ван Мур (нидерл. Wilfried Van Moer; 1 марта 1945, Беверен, Восточная Фландрия — 24 августа 2021, Лёвен, Фламандский регион) — бельгийский футболист, играл на позиции полузащитника. По завершении игровой карьеры — тренер. Футболист года в Бельгии (1966, 1969, 1970).
Выступал, в частности, за клубы «Беверен» и «Стандард» (Льеж), а также национальную сборную Бельгии.

## Клубная карьера
Во взрослом футболе дебютировал в 1960 году выступлениями за команду «Беверен» из родного города, в которой провёл пять сезонов, приняв участие в 121 матче чемпионата. Большую часть времени, проведённого в составе «Беверена», был основным игроком команды и одним из главных бомбардиров клуба, имея среднюю результативность на уровне 0,46 гола за игру первенства, чем помог команде по итогам сезона 1962/63 выйти из четвёртого дивизиона в третий.
В течение 1965—1968 годов защищал цвета «Антверпена», выиграв в 1966 году впервые титул футболиста года в Бельгии.
После вылета «Антверпена» Ван Мур летом 1968 года перешёл в «Стандард» (Льеж). Сыграл за команду из Льежа следующие восемь сезонов своей игровой карьеры. Играя в составе «Стандарда» также в основном выходил на поле в основном составе команды. За это время трижды завоевывал титул чемпиона Бельгии, а также ещё два раза признавался лучшим футболистом Бельгии.
Впоследствии с 1976 года Вилфрид четыре сезона провёл за «Беринген», после чего вернулся в родной «Беверен», который за время отсутствия ван Мура смог выйти в высший дивизион и выиграть чемпионат в 1979 году.
Завершил профессиональную игровую карьеру в клубе «Сент-Трюйден», за который выступал на протяжении 1982—1984 годов, а во втором из сезонов был играющим тренером команды.

## Выступления за сборную
22 октября 1966 года дебютировал в официальных играх в составе национальной сборной Бельгии в товарищеском матче против Швейцарии (1:0).
В составе сборной был участником чемпионата мира 1970 года в Мексике, чемпионата Европы 1980 года в Италии, где вместе с командой завоевал «серебро», и чемпионата мира 1982 года в Испании.
В течение карьеры в национальной команде, которая длилась 17 лет, провёл в форме главной команды страны 57 матчей, забив 9 голов.

## Карьера тренера
После непродолжительной работы играющим тренером в «Сент-Трюйдене» Ван Мур без особого успеха работал тренером в нескольких командах.
В 1995 году он стал помощником тогдашнего тренера бельгийской сборной Поля ван Химста. После его отставки в апреле 1996 года за неудачную квалификацию на Евро-1996, Вилфрид взял на себя должность тренера сборной. Он провёл первые две встречи вничью с Россией (0:0) и Италией (2:2), а затем выиграл в двух играх отбора к чемпионату мира 1998 года (2:1 с Турцией и 3:0 с Сан-Марино). Тем не менее, в третьем матче его подопечные проиграли 0:3 Нидерландам и ван Мур через месяц после этого поражения 21 января 1997 года ушёл в отставку.

## Статистика выступлений
| Сезон                      | Команда                    | Чемпионат                  | Чемпионат | Чемпионат | Всего | Всего |
| Сезон                      | Команда                    | Чемпионат                  | Игры      | Голы      | Игры  | Голы  |
| -------------------------- | -------------------------- | -------------------------- | --------- | --------- | ----- | ----- |
| 1960-61                    | «Беверен»                  | 4Л                         | 4         | 2         | 4     | 2     |
| 1961-62                    | «Беверен»                  | 4Л                         | 28        | 12        | 28    | 12    |
| 1962-63                    | «Беверен»                  | 4Л                         | 30        | 23        | 30    | 23    |
| 1963-64                    | «Беверен»                  | Д3                         | 30        | 9         | 30    | 9     |
| 1964-65                    | «Беверен»                  | Д3                         | 29        | 9         | 29    | 9     |
| Всего за «Беверен»         | Всего за «Беверен»         | Всего за «Беверен»         | 121       | 56        | 121   | 56    |
| 1965-66                    | «Антверпен»                | Д1                         | 26        | 8         | 26    | 8     |
| 1966-67                    | «Антверпен»                | Д1                         | 26        | 3         | 26    | 3     |
| 1967-68                    | «Антверпен»                | Д1                         | 25        | 2         | 25    | 2     |
| Всего за «Антверпен»       | Всего за «Антверпен»       | Всего за «Антверпен»       | 77        | 14        | 77    | 14    |
| 1968-69                    | «Стандард» (Льеж)          | Д1                         | 25        | 1         | 25    | 1     |
| 1969-70                    | «Стандард» (Льеж)          | Д1                         | 26        | 6         | 26    | 6     |
| 1970-71                    | «Стандард» (Льеж)          | Д1                         | 28        | 6         | 28    | 6     |
| 1971-72                    | «Стандард» (Льеж)          | Д1                         | 21        | 1         | 21    | 1     |
| 1972-73                    | «Стандард» (Льеж)          | Д1                         | 18        | 2         | 18    | 2     |
| 1973-74                    | «Стандард» (Льеж)          | Д1                         | 13        | 2         | 13    | 2     |
| 1974-75                    | «Стандард» (Льеж)          | Д1                         | 20        | 4         | 20    | 4     |
| 1975-76                    | «Стандард» (Льеж)          | Д1                         | 19        | 3         | 19    | 3     |
| Всего за «Стандард» (Льеж) | Всего за «Стандард» (Льеж) | Всего за «Стандард» (Льеж) | 170       | 24        | 170   | 24    |
| 1976-77                    | «Беринген»                 | Д1                         | 30        | 5         | 30    | 5     |
| 1977-78                    | «Беринген»                 | Д1                         | 28        | 5         | 28    | 5     |
| 1978-79                    | «Беринген»                 | Д1                         | 23        | 5         | 23    | 5     |
| 1979-80                    | «Беринген»                 | Д1                         | 29        | 2         | 29    | 2     |
| Всего за Беринген          | Всего за Беринген          | Всего за Беринген          | 110       | 17        | 110   | 17    |
| 1980-81                    | «Беверен»                  | Д1                         | 21        | 2         | 21    | 2     |
| 1981-82                    | «Беверен»                  | Д1                         | 28        | 4         | 28    | 4     |
| Всего за «Беверен»         | Всего за «Беверен»         | Всего за «Беверен»         | 49        | 6         | 49    | 6     |
| 1982-83                    | «Сент-Трюйден»             | Д2                         | 18        | 0         | 18    | 0     |
| 1983-84                    | «Сент-Трюйден»             | Д2                         | 8         | 0         | 8     | 0     |
| Всего за «Сент-Трюйден»    | Всего за «Сент-Трюйден»    | Всего за «Сент-Трюйден»    | 26        | 0         | 26    | 0     |
| Всего за карьеру           | Всего за карьеру           | Всего за карьеру           | 553       | 117       | 553   | 117   |

## Достижения

### Командные
- Чемпион Бельгии:

«Стандард» (Льеж): 1968/69, 1969/70, 1970/71

### Личные
- Футболист года в Бельгии: в 1966, 1969, 1970